# RIPEMD-160
RIPEMD-160 (acrónimo de RACE Integrity Primitives Evaluation Message Digest, primitivas de integridad del resumen del mensaje) es un algoritmo del resumen del mensaje de 160 bits (y función criptográfica de hash) desarrollado en Europa por Hans Dobbertin, Antoon Bosselaers y Bart Preneel, y publicados primeramente en 1996. Es una versión mejorada de RIPEMD, que estaba basado sobre los principios del diseño del algoritmo MD4, y es similar en seguridad y funcionamiento al más popular SHA-1.
También existen versiones de 128, 256 y 320 bits de este algoritmo, llamadas RIPEMD-128, RIPEMD-256 y RIPEMD-320 respectivamente. La versión 128 bits fue pensada solamente como un reemplazo para el RIPEMD original, que eran también de 128 bits, y en la que habían sido encontradas razones para cuestionar su seguridad. Las versiones de 256 y 320 bits solamente disminuyen la posibilidad de colisiones hash accidentales, y no tienen niveles más altos de seguridad con respecto a RIPEMD-128 y RIPEMD-160.
RIPEMD-160 fue diseñado en la comunidad académica abierta, en contraste con el algoritmo SHA-1, diseñado por la Agencia de Seguridad Nacional estadounidense (NSA). Por otra parte, RIPEMD-160 es un diseño menos popular y correspondientemente está peor estudiado.
Ninguna patente está asociada al RIPEMD-160.
En agosto del año 2004, una colisión hash fue divulgada para el algoritmo RIPEMD original que no afecta al resto de algoritmos.
Los hashes de 160 bits RIPEMD (también llamados resúmenes RIPE del mensaje) se representan típicamente como números en hexadecimal 40 dígitos. El resultado de usar RIPEMD-160 con una cadena vacía es este:
```
   RIPEMD-160("") = 9c1185a5c5e9fc54612808977ee8f548b2258d31
```